# چا یه ریون
چا یه ریون (انگلیسی: Cha Ye-ryun؛ زادهٔ ۱۶ ژوئیهٔ ۱۹۸۵) یک بازیگر سینما اهل کره جنوبی است. وی از سال ۲۰۰۵ میلادی تاکنون مشغول فعالیت بوده‌است.